# アドバイザー (花*花の曲)
「アドバイザー」は、日本のデュオ・花*花のインディーズ2作目のシングル。

## 概要
- 前作「〜こたつと毛ガニの巻〜」から2ヶ月ぶりのシングル。
- 意図は不明だが今作は発売から2週間後に再発されている。

## 収録曲
1. アドバイザー
作詞・作曲：こじまいづみ
編曲：パパダイスケ、花花
2. CATCHPHONE
作詞・作曲：こじまいづみ
編曲：パパダイスケ、花花
3. アドバイザー (おりじなるからおけ)
作曲：こじまいづみ
編曲：パパダイスケ、花花
表題曲のオリジナル・カラオケバージョン。

## 参加ミュージシャン
花*花
- こじまいづみ：Vocal (#1)、Piano (#2)
- おのまきこ：Vocal (#2)、Piano (#1,3)

Support Musician
- パパダイスケ：Ukulele & Programming (#1,3)
- 奥田章三：Fluegelhorn (#1,3)
- 平岡洋子：Flute (#1,3)
- 長野昭子：Violin (全曲)
- 山本愛子：Violin (全曲)
- 高田豊子：Viola (全曲)
- 上塚憲一：Cello (全曲)

## 収録アルバム
- 11songs (#1,2)
- 11songs（+4） (#1,2)